# Ronen Harazi
Ronen Harazi (heb. רונן חרזי, ur. 30 marca 1970 w Jerozolimie) – izraelski piłkarz grający na pozycji napastnika.

## Kariera klubowa
Harazi pochodzi z Jerozolimy, ale piłkarską karierę rozpoczynał w klubie Hapoel Ramat Gan. W sezonie 1989/1990 grał z Hapoelem w pierwszej lidze, a następnie spadł z nim o klasę niżej. Latem 1991 przeszedł do Beitaru Jerozolima i już w sezonie 1992/1993 wywalczył swój pierwszy tytuł mistrza kraju (15 goli w mistrzowskim sezonie). Wtedy też przechodził najlepszy okres w karierze i w sezonie 1993/1994 także zdobył dla Beitaru 15 goli w lidze. Z czasem jednak Beitar nie plasował się już w czołowej trójce ekstraklasy i po kolejny tytuł Harazi sięgnął w sezonie 1996/1997. Podczas sezonu otrzymał ofertę z angielskiego Sunderlandu, do którego miał przejść za 400 tysięcy funtów, ale oblał testy medyczne i do transferu nie doszło.
Na rundę jesienną sezonu 1997/1998 Harazi trafił do hiszpańskiej Salamanki. W Primera División zadebiutował 27 września w zremisowanym 0:0 meczu z Athletic Bilbao, ale oprócz debiutu zaliczył zaledwie jeszcze jeden mecz i zimą został wypożyczony do Hapoelu Hajfa, w którym odzyskał formę i strzelił 10 goli. W sezonie 1998/1999 Harazi przeszedł do tureckiego Bursasporu, a dla którego na jesień strzelił 6 goli, a wiosną zastąpił Alona Mizrachiego w Maccabi Hajfa. W Maccabi jednak nie mógł przebić się do podstawowej jedenastki i strzelił zaledwie 1 gola w lidze. W sezonie 1999/2000 grał jeszcze w Hapoelu Tel Awiw, dla którego zdobył 17 bramek i wywalczył mistrzostwo, ale latem dość niespodziewanie zakończył piłkarską karierę.
| Sezon   | Klub              | Kraj      | Rozgrywki        | Mecze | Bramki |
| ------- | ----------------- | --------- | ---------------- | ----- | ------ |
| 1988/89 | Hapoel Ramat Gan  | Izrael    | Liga Leumit      | ?     | ?      |
| 1989/90 | Hapoel Ramat Gan  | Izrael    | Ligat ha’Al      | ?     | ?      |
| 1990/91 | Hapoel Ramat Gan  | Izrael    | Liga Leumit      | ?     | ?      |
| 1991/92 | Beitar Jerozolima | Izrael    | Ligat ha’Al      | ?     | ?      |
| 1992/93 | Beitar Jerozolima | Izrael    | Ligat ha’Al      | 34    | 15     |
| 1993/94 | Beitar Jerozolima | Izrael    | Ligat ha’Al      | 37    | 15     |
| 1994/95 | Beitar Jerozolima | Izrael    | Ligat ha’Al      | 24    | 9      |
| 1995/96 | Beitar Jerozolima | Izrael    | Ligat ha’Al      | 18    | 13     |
| 1996/97 | Beitar Jerozolima | Izrael    | Ligat ha’Al      | 12    | 6      |
| 1997/98 | UD Salamanca      | Hiszpania | Primera División | 2     | 0      |
| 1997/98 | Hapoel Hajfa      | Izrael    | Ligat ha’Al      | 14    | 10     |
| 1998/99 | Bursaspor         | Turcja    | Superliga        | 13    | 6      |
| 1998/99 | Maccabi Hajfa     | Izrael    | Ligat ha’Al      | 8     | 1      |
| 1999/00 | Hapoel Tel Awiw   | Izrael    | Ligat ha’Al      | 24    | 17     |

## Kariera reprezentacyjna
W reprezentacji Izraela Harazi zadebiutował 5 maja 1992 roku w zremisowanym 1:1 meczu z Wyspami Owczymi. Natomiast swoją pierwszą bramkę w kadrze strzelił w 1993 roku w towarzyskim meczu z Ukrainą. W swojej karierze ma za sobą występy w eliminacjach do MŚ 94, Euro 96, MŚ 98 oraz Euro 2000. W reprezentacji Izraela wystąpił łącznie w 55 meczach i strzelił 23 gole.